# Achille ferito
L'Achille ferito è una scultura in marmo esposta alla galleria d'arte moderna di Milano, considerata il capolavoro dello scultore veneto Innocenzo Fraccaroli (1805-1882).

## Storia e descrizione
Il gruppo scultoreo fu realizzato a partire dal 1832 dallo scultore Innocenzo Fraccaroli nel suo soggiorno romano. L'opera, che doveva avere solo fini espositivi, non ebbe committenti: questo spiega il lungo tempo trascorso tra la creazione del modello in gesso (1832) e l'effettiva realizzazione della statua in marmo (1842), eseguita per un'esposizione alla pinacoteca di Brera. La scultura, considerata forse la migliore realizzazione dello scultore, diede molta fama al suo ideatore: oltre a Brera (1842), la scultura fu esposta e soggetta a molti elogi a Londra (1851), Parigi (1855) ed infine Monaco di Baviera (1869). L'opera fu dapprima venduta per poi essere riacquistata dallo scultore: donata al nobile milanese Eugenio Cantoni, alla sua morte venne donata alla pinacoteca di Brera che lo diede in deposito alla Galleria d'arte moderna di Milano, dov'è esposta tutt'oggi.
Il modello in gesso dell'opera destò particolare ammirazione all'Esposizione di belle arti di Verona del 1835, nel quale catalogo viene ampiamente descritta dal celebre poeta Giovanni Girolamo Orti Manara: Achille, ferito al tallone, si sforza di reggersi in piedi dopo il colpo mortale e prima di cadere morto. L'eroe è ritratto nudo ad eccezione dell'elmo greco adorno di vari fregi fra cui spicca un ippogrifo sormontato da una lunga criniera che gli scende sulle spalle. La figura di Achille, riguardandosi la ferita, si appoggia a un'ara su cui ha gettato il suo mantello.
La statua, come gran parte delle opere di Innocenzo Fraccaroli, fu ispirata ai modelli dei grandi scultori neoclassici, su tutti Bertel Thorvaldsen e Antonio Canova: la realizzazione è impostata su Achille a gambe divaricate che danno una composizione piramidale del gruppo ripresa dall'Ercole e Lica e dei Pugilatori del Canova, mentre la semplicità dello schema ed il naturalismo rimandano alla statuaria di epoca classica riproposta dal Giasone di Thorvaldsen, mentre per contro l'Achille del Fraccaroli presenta una caratterizzazione dello stato d'animo più tipica della statuaria romantica, forse mutata dall'Achille morente di Filippo Albacini. Fu tuttavia questa fusione tra elementi dell'arte neoclassica e romantica a provocare la fortuna critica e i grandi elogi a questo lavoro.